# Veenendaal-Veenendaal Classic
La Veenendaal-Veenendaal Classic anciennement appelée Dutch Food Valley Classic ou encore Arnhem Veenendaal Classic, est une course cycliste néerlandaise qui se déroule autour de Veenendaal, dans la province d'Utrecht. Classée en catégorie 1.HC de 2005 à 2010, puis 1.1 depuis 2011 cette semi-classique fait partie de l'UCI Europe Tour. Nommée Dutch Food Valley Classic, du nom du pôle de compétitivité agroalimentaire « Food Valley » basé à Wageningue, près de Veenendaal, elle est rebaptisée Arnhem Veenendaal Classic en 2014 et redevient Veenendaal-Veenendaal Classic en 2017.
En 2018, Bobbie Traksel, vainqueur en 2002, devient directeur de course. Une course féminine s'ajoute à la course masculine. Elle est classée en catégorie 1.1 au calendrier UCI.
En 2025, la course n'est pas organisée en raison du sommet de l'OTAN prévu à la même date, mobilisant toutes les forces de l'ordre de la région.

## Palmarès

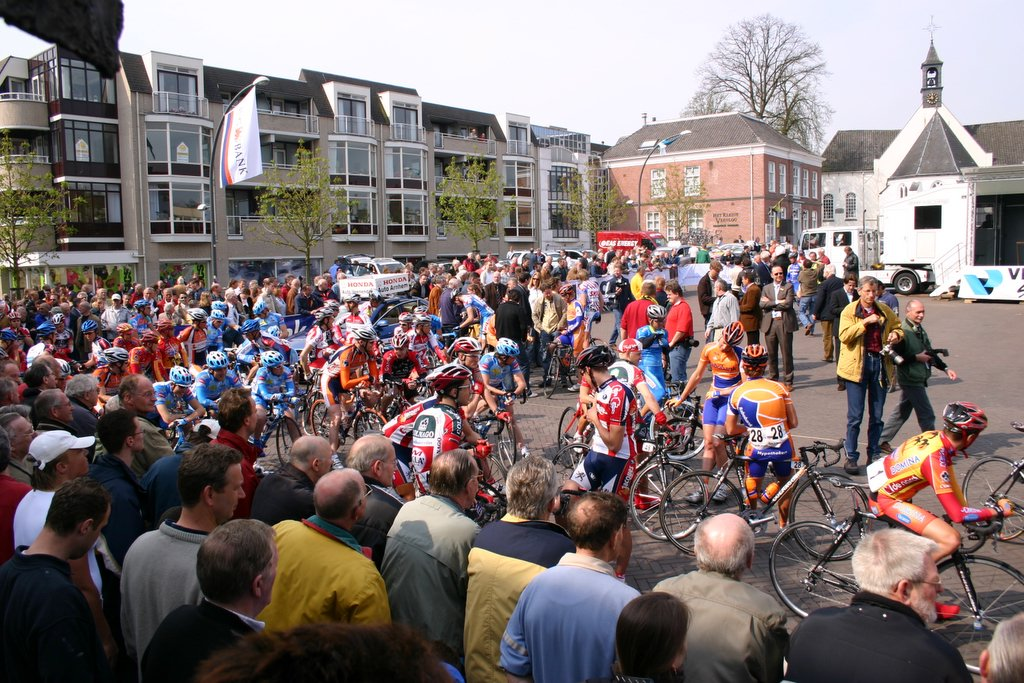
Départ de la course en 2005.

| Année                     | Vainqueur            | Deuxième             | Troisième            |
| ------------------------- | -------------------- | -------------------- | -------------------- |
| Veenendaal-Veenendaal     |                      |                      |                      |
| 1985                      | Joop Zoetemelk       | Leo van Vliet        | Adri van Houwelingen |
| 1986                      | Non disputé          | Non disputé          | Non disputé          |
| 1987                      | Johan Capiot         | Jean-Paul van Poppel | Wim Arras            |
| 1988                      | Ronny Vlassaks       | John Bogers          | Hennie Kuiper        |
| 1989                      | Jean-Paul van Poppel | John Vos             | Mathieu Hermans      |
| 1990                      | Wiebren Veenstra     | Peter Pieters        | Ralph Moorman (nl)   |
| 1991                      | Wiebren Veenstra     | Olaf Ludwig          | John Talen           |
| 1992                      | Jacques Hanegraaf    | Hendrik Redant       | Rob Harmeling        |
| 1993                      | Rob Mulders          | Maarten den Bakker   | Danny Nelissen       |
| 1994                      | Viatcheslav Ekimov   | Andreas Kappes       | Frans Maassen        |
| 1995                      | Olaf Ludwig          | Peter Van Petegem    | Patrick Jonker       |
| 1996                      | Andreï Tchmil        | Arvis Piziks         | Johan Capiot         |
| 1997                      | Jeroen Blijlevens    | Léon van Bon         | Arvis Piziks         |
| 1998                      | Frank Høj            | Peter Van Petegem    | Léon van Bon         |
| 1999                      | Tristan Hoffman      | Chris Peers          | Erik Dekker          |
| 2000                      | Steven de Jongh      | Niko Eeckhout        | Servais Knaven       |
| 2001                      | Steven de Jongh      | Rudie Kemna          | Roger Hammond        |
| 2002                      | Bobbie Traksel       | Bart Voskamp         | Robbie McEwen        |
| 2003                      | Léon van Bon         | Marc Wauters         | Robbie McEwen        |
| 2004                      | Simone Cadamuro      | Robbie McEwen        | Jo Planckaert        |
| 2005                      | Paul van Schalen     | Dean Podgornik       | Ruslan Ivanov        |
| 2006                      | Tom Boonen           | Steffen Radochla     | Max van Heeswijk     |
| 2007                      | Steffen Radochla     | Stefan van Dijk      | Davide Viganò        |
| 2008                      | Robert Förster       | Sven Krauss          | Niko Eeckhout        |
| Dutch Food Valley Classic |                      |                      |                      |
| 2009                      | Kenny van Hummel     | Graeme Brown         | Steven de Jongh      |
| 2010                      | Edvald Boasson Hagen | Kenny van Hummel     | Stefan van Dijk      |
| 2011                      | Theo Bos             | Wim Stroetinga       | Stefan van Dijk      |
| 2012                      | Theo Bos             | Peter Sagan          | Mark Renshaw         |
| 2013                      | Elia Viviani         | Danilo Napolitano    | Kenny van Hummel     |
| Arnhem Veenendaal Classic |                      |                      |                      |
| 2014                      | Yves Lampaert        | Michael Vingerling   | Jos van Emden        |
| 2015                      | Dylan Groenewegen    | Yauheni Hutarovich   | Roman Maikin         |
| 2016                      | Dylan Groenewegen    | Chris Opie           | Kenny Dehaes         |
| Veenendaal-Veenendaal     |                      |                      |                      |
| 2017                      | Luka Mezgec          | Wouter Wippert       | Moreno Hofland       |
| 2018                      | Dylan Groenewegen    | Wouter Wippert       | Sondre Holst Enger   |
| 2019                      | Zak Dempster         | Martijn Budding      | Nick van der Lijke   |
| 2020-2021                 | annulé               | annulé               | annulé               |
| 2022                      | Dylan Groenewegen    | Gerben Thijssen      | Arnaud De Lie        |
| 2023                      | Dylan Groenewegen    | Arvid de Kleijn      | Sam Welsford         |
| 2024                      | Tord Gudmestad       | Simon Dehairs        | Dylan Groenewegen    |
| 2025                      | annulé               | annulé               | annulé               |